# Масленникова, Божена Ивановна
…Над коррекцией цвета работает сама Божена Масленникова! Это большая удача для проекта. Она видит то, что надо исправить, даже тогда, когда это могут не разглядеть профессионалы…
Боже́на Ивановна Масленникова (род. 4 апреля 1940) — цветокорректор киностудии «Мосфильм» с 1965 года.

## Биография
Родилась 4 апреля 1940 года в Болгарии. Отец — Иван Стоиков, школьный учитель; мать — Радка Стоикова — домохозяйка. Божена закончила болгарскую среднюю школу с отличием.
В 1958 году поступила в Московский полиграфический институт, на технологический факультет МГУП.
С 1963 года, после окончания института, работала на полиграфическом комбинате. В 1962 году вышла замуж за московского художника-иллюстратора Валерия Масленникова.
В марте 1964 года по приглашению главного инженера Мосфильма Бориса Николаевича Коноплёва начала работу на киностудии «Мосфильм» в отделе цветокоррекции. В 1965 году знакомится с Вадимом Ивановичем Юсовым, после чего их сотрудничество продлится почти полвека. Первой совместной работой стал фильм «Не горюй!» Георгия Данелии.
Проводит ознакомительные мастер-классы по цветоустановке для студентов операторского факультета ВГИК. Состоит в Союзе кинематографистов России. Работает на киностудии CineLab.

## Награды и Премии
В 2008 году удостоена премии «Белый квадрат» за операторское признание.

## Фильмография

### Операторы
Вадим Иванович Юсов
- 1969 — Не горюй! (реж. Г. Н. Данелия)
- 1972 — Совсем пропащий (реж. Г. Н. Данелия)
- 1972 — Солярис (реж. А. А. Тарковский)
- 1975 — Они сражались за Родину (реж. С. Ф. Бондарчук)
- 1975 — Чисто английское убийство (реж. С. И. Самсонов) — автор сценария
- 1978 — Юлия Вревская (реж. Н. Корабов, Болгария—СССР)
- 1980 — Карл Маркс. Молодые годы (реж. Л. Кулиджанов)
- 1982 — Красные колокола. Фильм 1. Мексика в огне (реж. С. Ф. Бондарчук)
- 1983 — Красные колокола. Фильм 2. Я видел рождение нового мира (реж. С. Ф. Бондарчук)
- 1987 — Борис Годунов (реж. С. Ф. Бондарчук)
- 1988 — Чёрный монах (реж. И. В. Дыховичный)
- 1990 — Домик у околицы (реж. Л. Кулиджанов)
- 1990 — Паспорт (реж. Г. Н. Данелия)
- 1992 — Прорва (реж. И. В. Дыховичный)
- 1993 — Анна: от 6 до 18 (реж. Н. С. Михалков)
- 1993 — Вспоминая Чехова (реж. Н. С. Михалков), не был завершён
- 2010 — Апельсиновый сок (реж. Андрей Прошкин)

Павел Тимофеевич Лебешев
- 1967 — Начало неведомого века (киноновелла «Ангел»)
- 1970 — Белорусский вокзал
- 1972 — На углу Арбата и улицы Бубулинас
- 1974 — Свой среди чужих, чужой среди своих
- 1975 — Раба любви
- 1977 — Неоконченная пьеса для механического пианино
- 1978 — Пять вечеров
- 1979 — Несколько дней из жизни И. И. Обломова
- 1981 — Родня
- 1989 — Трудно быть богом
- 1989 — Леди Макбет Мценского уезда
- 1990 — Сукины дети
- 1993 — Над тёмной водой
- 1993 — Настя
- 1993 — Тюремный романс
- 1995 — Первая любовь
- 1996 — Кавказский пленник
- 1996 — Привет, дуралеи!
- 1999 — Мама
- 1999 — Сибирский цирюльник
- 2000 — Нежный возраст
- 2003 — Азазель

Георгий Иванович Рерберг
- 1970 — Дядя Ваня
- 1972 — Нахлебник
- 1974 — Зеркало
- 1976 — Мелодии белой ночи
- 1978 — Отец Сергий
- 1981 — Звездопад
- 1986 — Плюмбум, или Опасная игра

Леван Георгиевич Пааташвили
- 1974 — Романс о влюбленных
- 1978 — Сибириада

Юрий Станиславович Любшин
- 2004 — Влюбленные. Фильм второй
- 2004 — Золотой век
- 2004 — Башмачник

Сергей Александрович Мачильский
- 1993 — Дорога в рай (Россия/Германия)
- 1994 — Серп и молот (Россия)
- 1995 — Экзерсис № 5 (в к/а Прибытие поезда) (короткометражный, Россия)
- 1996 — Мужские откровения (короткометражный, Россия)
- 1997 — Американка (Россия)
- 1999 — Поклонник (Россия)
- 2001 — Коллекционер (Россия)
- 2001 — Механическая сюита (Россия)
- 2002 — В движении (Россия)
- 2002 — Дневник камикадзе (Россия)
- 2004 — Свои (Россия)
- 2006 — Связь (Россия)
- 2008 — Тот, кто гасит свет
- 2009 — Человек, который знал всё
- 2009 — Кошечка (к/а, новелла «Странный сон»)
- 2009 — Человек у окна
- 2010 — Одноклассники
- 2011 — Небесный суд
- 2012 — Все ушли
- 2013 — Зеркала
- 2013 — Шагал — Малевич
- 2016 — Контрибуция
- 2016 — Так сложились звёзды
- 2018 — У ангела ангина
- 2020 — Доктор Лиза

Михаил Леонидович Агранович
- 1984 — Покаяние
- 1985 — Змеелов
- 1986 — Воительница
- 1987 — Крейцерова соната
- 1990 — Мать
- 1990 — Чернов/Chernov
- 1992 — Золото
- 1993 — Плащ Казановы
- 1996 — Шаман
- 1996 — Карьера Артуро Уи. Новая версия
- 1996 — Ревизор
- 1994 — Затворник
- 2000 — Романовы. Венценосная семья
- 2000 — Приходи на меня посмотреть
- 2009 — Какраки
- 2010 — Про любоff
- 2014 — Дедушка твоей мечты
- 2017 — Карп
- 2019 — Сестрёнка

Максим Роальдович Осадчий
- 1999 — Президент и его внучка
- 2001 — Старые песни о главном. Постскриптум
- 2005 — 9 рота
- 2006 — Жара
- 2006 — День денег
- 2006 — Вдох-выдох
- 2009 — Обитаемый остров
- 2009 — Обитаемый остров. Схватка
- 2011 — Без мужчин
- 2011 — 2 дня
- 2013 — Сталинград
- 2016 — Дуэлянт
- 2018 — История одного назначения
- 2019 — Девятая

Владислав Юрьевич Опельянц
- 1997 — Кризис среднего возраста
- 2004 — Богиня: как я полюбила
- 2005 — Статский советник
- 2007 — 12
- 2009 — Кошечка (новелла «Бешеная балерина»)
- 2010 — Предстояние
- 2011 — Цитадель
- 2012 — Поддубный
- 2014 — Солнечный удар
- 2015 — Без границ
- 2015 — Воин

Вадим Валентинович Алисов
- 1977 — Транссибирский экспресс
- 1978 — В день праздника
- 1979 — Мужчины и женщины
- 1980 — Гражданин Лёшка
- 1981 — Смотри в оба!
- 1981 — Крепыш
- 1982 — Вокзал для двоих
- 1984 — Жестокий романс
- 1985 — Любимец публики
- 1985 — Из жизни Потапова
- 1986 — Там, где нас нет
- 1987 — Забытая мелодия для флейты
- 1988 — Дорогая Елена Сергеевна
- 1988 — БОМЖ
- 1990 — Моя морячка
- 1992 — На Дерибасовской хорошая погода, или На Брайтон-Бич опять идут дожди
- 1993 — Анна: от 6 до 18
- 1995 — Ширли-мырли
- 2008 — День Д
- 2013 — Не бойся, я с тобой! 1919

Юрий Владимирович Райский
- 1987 — «Брод», реж. А. Добровольский и Г. Дульцев
- 1988 — «Фантазёр», фильм-балет, реж. В. Бунин, М. Лавровский
- 1990 — «Сфинкс», реж. А. Добровольский
- 1991 — «Смерть в кино», реж. К. Худяков,
- 1991 — «Сумасшедшая любовь», реж. А. Квирикашвили
- 1992 — «Присутствие», реж. А. Добровольский
- 1992 — «Анкор, ещё анкор!», реж. П. Тодоровский
- 1994 — «Я виноват», реж. Д.Вишневский, Ю. Разыков
- 1995 — «Какая чудная игра», реж. П. Тодоровский
- 1998 — «Любовь зла…», реж. В. Зайкин
- 2004 — «Игры мотыльков», реж. А. Прошкин
- 2005 — «Бой с тенью», реж. А. Сидоров
- 2005 — «Солдатский декамерон», реж. А. Прошкин
- 2006 — «Обратный отсчёт», реж. В. Шмелёв
- 2007 — «Королёв. Главный конструктор», реж. Ю. Кара
- 2007 — «1814», реж. Андрес Пуустусмаа
- 2009 — «Миннесота», реж. А. Прошкин
- 2011 — «Сибирь. Монамур», реж. Слава Росс
- 2012 — «Орда», реж. А. Прошкин

Ломер Бидзинович Ахвледиани
- 1977 — Мачеха Саманишвили (совместно с Ю. Схиртладзе), реж. Эльдар Шенгелая
- 1980 — Твой сын, земля, реж. Резо Чхеидзе
- 1980 — На родине Шекспира
- 1988 — Житие Дон Кихота и Санчо, реж. Резо Чхеидзе
- 1989 — Бесаме, реж. Нино Ахвледиани
- 1998 — Райское яблочко, реж. Роман Ершов
- 2000 — Третьего не дано, реж. Константин Худяков
- 2002 — Кавказская рулетка, реж. Фёдор Попов
- 2002 — Спартак и Калашников, реж. Андрей Прошкин
- 2002 — Фотограф, реж Себастьян Аларкон
- 2003 — Благословите женщину, реж. Станислав Говорухин
- 2004 — Четыре таксиста и собака, реж. Фёдор Попов
- 2006 — Вы не оставите меня, реж. Алла Сурикова
- 2007 — Джоконда на асфальте, реж. Владимир Наумов
- 2010 — Москва, я люблю тебя!, к/а, (новелла «Высотка»), реж. Нана Джорджадзе

Георгий Максимович Беридзе
- 1995 — Отель Калипорния
- 1994 — Колыбельная
- 1994 Аттракцион

Юрий Ахтямович Шайгарданов
- 1989 — Бродячий автобус (реж. Иосиф Хейфиц)
- 1994 — Год собаки (реж. Семён Аранович)
- 1997 — Шизофрения (реж. Виктор Сергеев)
- 1997 — Страна глухих (реж. Валерий Тодоровский)
- 1999 — Женская собственность (реж. Дмитрий Месхиев)
- 2000 — Бременские музыканты & Co (реж. Александр Абдулов)
- 2000 — Особенности национальной охоты в зимний период (реж. Александр Рогожкин)
- 2003 — Ниро Вульф и Арчи Гудвин (реж. Евгений Татарский)
- 2003 — Магнитные бури (реж. Вадим Абдрашитов)
- 2006 — Поцелуй бабочки (реж. Антон Сиверс)
- 2008 — Риорита (реж. Пётр Тодоровский)
- 2009 — Вербное воскресенье (реж. Антон Сиверс)
- 2011 — Дом на обочине (реж. Антон Сиверс)
- 2011 — Жила-была одна баба (реж. Андрей Смирнов)
- 2019 — Француз (реж. Андрей Смирнов)

Игорь Семёнович Клебанов
- 1996 — «Научная секция пилотов», реж. Андрей И
- 2001 — «Дикарка», реж. Юрий Павлов
- 2001 — «Займёмся любовью», реж. Денис Евстигнеев
- 2002 — «Превращение», реж. Владимир Фокин
- 2004 — «Водитель для Веры», реж. Павел Чухрай
- 2006 — «Заяц над бездной», реж. Тигран Кеосаян
- 2006 — «Парк советского периода», реж. Юлий Гусман
- 2008 — «Мираж», реж. Тигран Кеосаян
- 2009 — «Двойная пропажа», реж. Валерий Лонской
- 2017 — «Холодное танго», реж. Павел Чухрай
- 2018 — «Крымский мост», реж. Тигран Кеосаян

Владимир Михайлович Климов
- 2021 — Яблоня
- 2018 — На Париж
- 2017 — Крым
- 2016 — Жили-были мы
- 2008 — Старшая жена
- 2007 — Русская игра
- 2007 — Ленинград
- 2007 — Ленинград (мини-сериал)
- 2007 — Отец
- 2003 — В созвездии быка
- 2003 — Шик
- 2001 — Яды, или Всемирная история отравлений
- 1997 — Вор
- 1994 — Железный занавес (мини-сериал)
- 1991 — За все надо платить
- 1989 — Шакалы
- 1988 — Трагедия в стиле рок
- 1987 — Сад желаний
- 1985 — Начни сначала
- 1985 — Багратион
- 1984 — … и ещё одна ночь Шахерезады
- 1983 — Аукцион
- 1982 — Сказки… сказки… сказки старого Арбата
- 1981 — Душа
- 1980 — Двадцать шесть дней из жизни Достоевского
- 1979 — Взлет
- 1975 — На край света…

Мария Валентиновна Соловьёва
- 2020 — От печали до радости
- 2017 — Жили-были
- 2011 — Быть или не быть
- 2011 — Солдаты удачи
- 2010 — Зайцев, жги! История шоумена
- 2009 — Гоголь. Ближайший
- 2009 — Кромовъ
- 2007 — Глянец
- 2006 — Пушкин: Последняя дуэль
- 2005 — Дура
- 2003 — Ангел на дорогах (сериал)
- 2003 — Янтарные крылья
- 2002 — Раскаленная суббота
- 2002 — Возвращение Жар-птицы
- 2001 — Северное сияние
- 2000 — Василиса
- 1998 — Тесты для настоящих мужчин
- 1996 — Шаман

Борис Львович Брожовский
- 1995 — Черная вуаль
- 1993 — Сны
- 1993 — Роль
- 1992 — Увидеть Париж и умереть
- 1991 — Дом свиданий
- 1990 — Николай Вавилов (мини-сериал)
- 1987 — Холодное лето пятьдесят третьего…
- 1984 — Тревожный вылет
- 1983 — Такая жёсткая игра — хоккей
- 1973 — Возврата нет
- 1970 — Спорт, спорт, спорт

Ирек Хартович
- 2016 — Экипаж
- 2012 — Легенда № 17
- 2011 — Без границ
- 2009 — Фонограмма страсти
- 2017 — Конверт

Михаил Владимирович Кричман
- 2003 — Небо. Самолёт. Девушка
- 2003 — Возвращение
- 2005 — Бедные родственники
- 2006 — Изгнание

Юрий Анатольевич Невский
- 1969 — Мужской хор
- 1976 — Страх высоты
- 1978 — Территория
- 1980 — Охота на лис
- 1981 — Сашка
- 1982 — Остановился поезд
- 1983 — Оглянись!..
- 1984 — Любовь и голуби
- 1985 — Полевая гвардия Мозжухина
- 1985 — Человек с аккордеоном
- 1987 — Мужские портреты
- 1991 — Облако-рай
- 1991 — Тысяча долларов в одну сторону
- 1992 — Маленький гигант большого секса
- 1992 — Вынос тела
- 1995 — Пьеса для пассажира
- 1996 — Барханов и его телохранитель
- 2011 — Калачи

Сергей Алексеевич Козлов
- 1994 — Подмосковные вечера (реж. Валерий Тодоровский)
- 1999 — Мама (реж. Денис Евстигнеев; в соавторстве с П.Лебешевым)
- 2010 — Дом Солнца (реж. Гарик Сукачёв)

Денис Евгеньевич Евстигнеев
- 1986 — Попутчик
- 1988 — Слуга
- 1988 — Осень, Чертаново
- 1990 — Такси-блюз
- 1991 — Армавир
- 1992 — Луна-парк
- 1999 — Мама
- 2001 — Займёмся любовью

Илья Викторович Дёмин
- 2010 — Достоевский (сериал)
- 2010 — Мы из будущего 2
- 2009 — Поп
- 2008 — Новая Земля
- 2007 — Скалолазка и последний из седьмой колыбели
- 2007—1612
- 2020 — Про Лёлю и Миньку

Юрий Викторович Клименко
- 2017 — Матильда (реж. Алексей Учитель)
- 2018 — Ван Гоги (реж. Сергей Ливнев)
- 2020 — Цой (реж. Алексей Учитель)

Сергей Евгеньевич Михальчук
- 2017 — Большой (реж. Валерий Тодоровский)
- 2017 — Жги!

Роман Сергеевич Васьянов
- 2004 — Ночной продавец
- 2006 — Охота на пиранью
- 2007 — Тиски (реж. Валерий Тодоровский)
- 2008 — Стиляги (реж. Валерий Тодоровский)
- 2010 — Явление природы
- 2019 — Одесса (реж. Валерий Тодоровский)
- 2019 — Общага

Алексей Николаевич Смагин
- 2015 — Правда Саманты Смит к/м (реж. Андрей Соболев)

### Восстановление цвета в фильмах
Георгий Иванович Рерберг
- 1965 — Первый учитель (реж. Андрей Кончаловский). (Восстановление цвета)
- 1966 — История Аси Клячиной, которая любила, да не вышла замуж (реж. Андрей Кончаловский). (Восстановление цвета)
- 1969 — Дворянское гнездо (реж. Андрей Кончаловский). (Восстановление цвета)
- 1974 — Зеркало (реж. Андрей Тарковский)
- 1976 — Мелодии белой ночи (реж. Сергей Соловьёв)
- 1978 — Отец Сергий (реж. Игорь Таланкин)
- 1980 — Адам женится на Еве (реж. Виктор Титов)
- 1981 — Звездопад (реж. Игорь Таланкин, по Виктору Астафьеву «Звездопад», «Сашка Лебедев», «Ода русскому огороду»)
- 1983 — Иона, или Художник за работой, к/м (реж. Александр Кайдановский)
- 1985 — Испытатель, к/м (реж. Иван Дыховичный)
- 1986 — Плюмбум, или Опасная игра (реж. Вадим Абдрашитов)
- 1996 — Прибытие поезда, новелла «Дорога» (реж. Владимир Хотиненко)

### Режиссеры
Василий Макарович Шукшин
- 1974 — Калина красная

Дмитрий Давыдович Месхиев
- 2014 — Батальонъ
- 2009 — Человек у окна
- 2004 — Свои
- 2003 — Дневник камикадзе
- 2003 — Особенности национальной политики
- 2001 — Механическая сюита
- 1999 — Женская собственность
- 1997 — Американка
- 1995 — Прибытие поезда
- 1993 — Над темной водой
- 2003 — Дневник камикадзе
- 2001 — Механическая сюита
- 1995 — Прибытие поезда

Павел Семёнович Лунгин
- 1990 — Такси-блюз
- 1992 — Луна-парк
- 2002 — Олигарх
- 2005 — Бедные родственники
- 2006 — Остров
- 2007 — Ветка сирени
- 2009 — Царь
- 2012 — Дирижёр

Никита Сергеевич Михалков
- 1974 — Свой среди чужих, чужой среди своих
- 1975 — Раба любви
- 1977 — Неоконченная пьеса для механического пианино
- 1979 — Пять вечеров
- 1979 — Несколько дней из жизни И. И. Обломова
- 1981 — Родня
- 1990 — Автостоп
- 1991 — Урга — территория любви
- 1993 — Вспоминая Чехова
- 1993 — Анна: от 6 до 18
- 1994 — Утомлённые солнцем
- 1998 — Сибирский цирюльник
- 2007 — 12
- 2010 — Утомлённые солнцем 2: Предстояние
- 2011 — Утомлённые солнцем 2: Цитадель
- 2014 — Солнечный удар

Андрей Сергеевич Кончаловский
- 1974 — Романс о влюблённых
- 1978 — Сибириада
- 1991 — Ближний круг
- 1994 — Курочка Ряба
- 2003 — Лев зимой режиссёр
- 2007 — Глянец
- 2014 — Белые ночи почтальона Алексея Тряпицына
- 2019 — Грех

Алексей Юрьевич Мизгирёв
- 2004 — Увольнение
- 2012 — Конвой
- 2016 — Дуэлянт

Георгий Николаевич Данелия
- 2000 — Фортуна
- 1995 — Орел и решка
- 1993 — Настя
- 1990 — Паспорт
- 1982 — Слезы капали
- 1977 — Мимино
- 1975 — Афоня
- 1973 — Совсем пропащий
- 1968 — Не горюй!

Эмиль Владимирович Лотяну
- 1978 — Мой ласковый и нежный зверь

Карен Георгиевич Шахназаров
- 1993 — Сны
- 1985 — Зимний вечер в Гаграх
- 1983 — Мы из джаза

Егор Андреевич Кончаловский
- 1999 — Затворник
- 2002 — Антикиллер
- 2003 — Антикиллер 2: Антитеррор
- 2005 — Побег
- 2007 — Консервы
- 2009 — Москва, я люблю тебя! (новелла «Москвичи»)
- 2011 — Возвращение в «А» (раб. названия «Настоящий полковник», «Кара майор» (Казахстан, Россия)
- 2012 — Сердце мое — Астана (1 новелла)

Андрей Сергеевич Смирнов
- 1967 — Киноновелла «Ангел» в рамках киноальманаха к 50-летию Октябрьской Революции «Начало неведомого века» (по рассказу Ю. Олеши)
- 1970 — Белорусский вокзал
- 1974 — Осень
- 2011 — Жила-была одна баба

Элем Германович Климов
- 1970 — Спорт, спорт, спорт
- 1981 — Агония

Вадим Юсупович Абдрашитов
- 1973 — Остановите Потапова!
- 1976 — Слово для защиты
- 1978 — Поворот
- 1980 — Охота на лис
- 1982 — Остановился поезд
- 1984 — Парад планет
- 1986 — Плюмбум, или Опасная игра
- 1988 — Слуга
- 1991 — Армавир
- 1995 — Пьеса для пассажира
- 2003 — Магнитные бури

Павел Григорьевич Чухрай
- 1980 — Люди в океане
- 1983 — Клетка для канареек
- 1997 — Вор
- 2004 — Водитель для Веры
- 2007 — Русская игра
- 2017 — Холодное танго

Александр Николаевич Сокуров
- 1999 — Молох
- 2001 — Телец
- 2005 — Солнце

Сергей Валентинович Мирошниченко
- 1993 — Анна: от 6 до 18 (режиссёр Н. Михалков при участии С. Мирошниченко)
- 2015 — Кольца мира

Владимир Владимирович Бортко
- 1998 — Цирк сгорел, и клоуны разбежались
- 2009 — Тарас Бульба

Станислав Сергеевич Говорухин
- 2015 — Конец прекрасной эпохи

Юрий Вячеславович Грымов
- 2010 — На ощупь
- 2017 — Три сестры

Ренат Фаварисович Давлетьяров
- 2019 — Донбасс. Окраина

Рената Муратовна Литвинова
- 2020 — Северный ветер